# Desná
Pour les articles homonymes, voir Desná (homonymie).
La Desná est une rivière de la Tchéquie longue de 43 km, qui coule dans la région d'Olomouc. Elle est un affluent de la Morava et donc un sous-affluent du Danube.